# Studio Magazine
Studio Magazine, més coneguca com Studio, és una revista de cinema francesa creada el 1987 i desapareguda a finals del 2018.

## Història
Creada inicialment per part de l'antic equip editorial de Première liderat per Marc Esposito i Jean-Pierre Lavoignat en ruptura amb llur editor Hachette-Filipacchi, el títol va ser comprat per primera vegada pel grup Emap l'any 1999, en col·laboració amb Canal+ i UGC, després venut el 2004 al grup de premsa belga Roularta Media Group.

Al desembre de 2006, Roularta va tornar a comprar Ciné Live. En aquesta ocasió, indica que: 
| « | aquesta presa de control permetrà al grup Roularta duplicar la seva presència al mercat del cinema; Ciné Live (OJD distribució de pagament: 109.127 ex) té un posicionament molt marcat entre els joves de 15 a 25 anys que completaran l'oferta de la revista mensual de cinema Studio Magazine (Distribució de pagament OJD: 95.462 ex.) que el grup va comprar a l'empresa Emap l'any 2004. […] Roularta pretén a través d'aquest projecte d'adquisició editar les dues revistes reforçant la seva complementarietat | » |

Amb motiu del seu vintè aniversari, l'any 2007, Studio Magazine va estrenar la seva pàgina web.
El gener de 2009 Studio Magazine s'atura després de 254 números i es fusiona amb Ciné Live per donar a llum Studio Ciné Live, venut el gener de 2015 al grup SFR Presse. Aquest últim se'n va separar l'octubre de 2017 a favor de LFF Médias, una filial del holding Hildegarde, publicant en particular Première i Le Film français.
Aquesta adquisició va provocar la desaparició de Studio Ciné Live el desembre de 2017, i l'equip de la revista es va incorporar a la redacció de Première. A continuació, el títol Studio es reutilitza per a un projecte de revista trimestral de gamma alta liderat per Thierry Chèze, el primer número del qual apareix el 4 de maig de 2018 amb 150.000 exemplars i a un preu de 7,90 euros. Es llança un crowdfunding l'1 de març, i continua durant un període de 35 dies. Però la nova versió no troba el seu públic i desapareix al segon número.